# فائق شاكر
الدكتور فائق شاكر، طبيب جراح عراقي من أصول تركية، ولد في سامراء عام 1891. ولقد أكمل دراسته الابتدائية والثانوية في سامراء، ثم درس الطب في جامعة إسطنبول، وتخرج من الكلية عام 1916م، وتخصص في طب العيون من كلية الطب في لندن، بعد انتهاء الحرب العالمية الأولى.
ولقد عمل طبيباً للعيون في بغداد، ثم عين مديراً لدائرة صحة السجون العامة سنة 1929م، ثم عين في منصب المدير العام لدائرة البريد والبرق في بغداد، ونقل بعدها إلى منصب رئاسة صحة بغداد، ثم إلى رئاسة صحة الموصل، ثم عين متصرفا للواء كركوك (أي ما يعادل منصب المحافظ) ثم أمينا للعاصمة في بغداد ثم مديرا للامور الطبية العسكرية برتبة أمير لواء، وعين كذلك مدير عام المطار المدني، وعين أيضا رئيس صحة كربلاء وصحة الديوانية، ولقد كان زاهدا ومات مدينا للمصرف الزراعي بمبلغ خمسمائة دينار، وكان يمتلك روح دعابة ونكتة ونقلت عنه طرائف عدة حيث كان مشهورا بصراحته وعفويته.

## أهم إنجازاته
كان لديه الكثير من المؤلفات والبحوث ولعل أفضل انجازاته  تأسيس كلية الطب الملكية العراقية في عام 1927م، مع نخبة من الأطباء الدارسين والعائدين من كلية الطب في إسطنبول وعلى رأسهم سامي شوكت وهاشم الوتري وصائب شوكت ويعاونهم فئة من الأطباء الإنجليز وعلى رأسهم هاري سندرسن. وله الفضل في تدريس وتخريج العديد من أطباء العراق.

## وفاته
توفي الطبيب فائق شاكر بالسكتة القلبية صباح يوم الاثنين 8 تشرين الأول عام 1962م.